# Illes Fèroe
Les Illes Fèroe (Føroyar, 'Illes de xais' en feroès; però potser també 'Illes llunyanes') són un grup d'illes de l'Atlàntic Nord situades a mig camí de les costes d'Islàndia, Escòcia i Noruega. Pertanyen al regne de Dinamarca, del qual en reberen l'autonomia el 1948.

## Etimologia
El nom en feroès és Føroyar. En feroès antic Oyar és el plural d'oy, i significa "illa". A causa dels canvis de so, la paraula feroesa moderna per a illa és oyggj. El primer element, før, pot ser el mateix que la paraula del nòrdic antic fær (ovella), tot i que aquesta teoria és discutida perquè la paraula que fa servir el feroès avui en dia per a "ovella" és seyður (del nòrdic antic sauðr).
Una altra possibilitat és que els monjos irlandesos, que van establir-se a l'arxipèlag cap al 625, ja havien donat a les illes un nom relacionat amb la paraula gaèlica fearrann, que significa "terra" o "finca". Aquest nom es podria haver transmès als colons noruecs, que van afegir-hi oyar (illes).
En danès, el nom Færøerne conté els mateixos elements, tot i que øerne és el plural definit de ø (illa).
En català, doncs, es podria considerar redundant anomenar a l'arxipèlag "Illes Fèroe", ja que el propi nom conté l'element que significa "illa".

## Història
Després d'un poblament celta de caràcter intermitent i encara no del tot estudiat i establert, les illes Fèroe foren colonitzades per escandinaus provinents de Noruega al segle ix, a la qual s'acabaren sotmetent durant el segle xi, alhora que el cristianisme fou introduït a les illes. Quan Noruega s'uní a Dinamarca amb la Unió de Kalmar, les illes Fèroe passaren a la corona danesa, sota la qual restaren àdhuc després del tractat de Kiel (amb la separació noruega). Durant la Segona Guerra Mundial, conquerida Dinamarca per l'Alemanya nazi, les illes foren ocupades pels britànics, cosa que fomentà el gust per un autogovern perdut segles enrere, les demandes del qual cristal·litzaren en l'autonomia que reberen el 1948. Les illes Fèroe no pertanyen a la Unió Europea, on rebutjaren entrar en fer-ho Dinamarca el 1973.
El 2002 es va obrir al trànsit el Vágatunnilin, un túnel sota el mar que comunica les illes de Streymoy (la més gran) amb Vágar (la que té l'aeroport); el 2006 van inaugurar el Norðoyatunnilin, un altre túnel sota el mar que va unir les illes d'Eysturoy i Borðoy. Tots dos túnels són de peatge.

## Demografia
Del voltant de 52.000 habitants que tenen les illes, un 89,9% són originaris de les illes, un 8,1% són ciutadans nats en altres possessions de la corona (Dinamarca, Groenlàndia). D'entre els estrangers, que el 2003 provenien de 77 estats diferents, els més abundants són els islandesos (0,4%) seguits dels noruecs i els polonesos (0,2% ambdós).
Aquestes dades no serveixen per comptar el nombre de parlants del feroès, ja que un nombre important de parlants nadius del feroès habiten a Dinamarca i també existeixen famílies feroeses descendents de danesos que empren el danès com a llengua vernacla.
Estudis genètics han determinat que el 80% de la població masculina posseeix gens escandinaus (noruecs) i l'altre 20% britànics. En el cas de les dones les dades s'inverteixen, essent el 90% d'ascendència celta i el 10% d'ascendència vikinga.

### Idioma

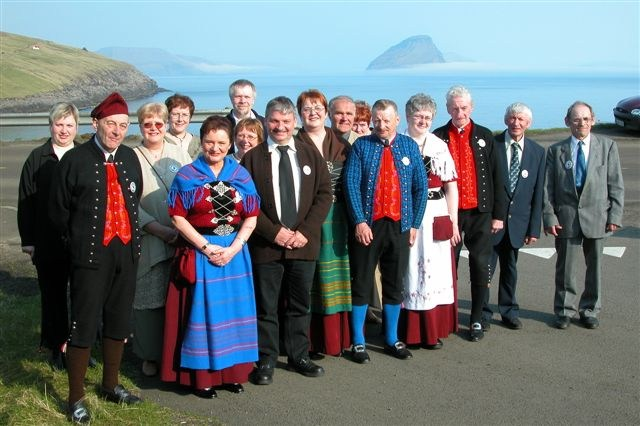
Feroesos vestits amb la indumentària típica

El feroès té els seus orígens al nòrdic antic, essent en l'actualitat una de les llengües germàniques amb menys parlants. Per als islandesos i alguns noruecs de la zona nord-occidental de Noruega, el feroès és una llengua intel·ligible. La llengua més propera al feroès era el ja extingit Norn, que es parlava a les Illes Shetland.
El 1540 el feroès fou desplaçat pel danès com a llengua oficial, mantenint-se, amb el pas dels segles, com una llengua oral. La cultura feroesa es transmetia de pares a fills a través de balades. Alguns pioners, com Jens Christian Svabo i Johan Henrik Schrøter miraren d'escriure el feroès per primer cop. L'ortografia actual és obra de V.U. Hammershaimb i Jakob Jakobsen. Després de les vagues feroeses, l'idioma feroès es convertí en llengua oficial i tornà a ocupar tots els llocs dels quals havia estat desplaçat pel danès. No obstant això, aquest darrer continua de mantenir-se com a llengua oficial de l'administració, i, per aquest motiu, les lleis feroeses sempre han de ser traduïdes al danès.
Les llegendes i contes populars són en feroès i, en el cas que s'aprengui una altra llengua, els feroesos es decanten per l'anglès abans que pel danès. El noruec, suec i islandès són entesos per gairebé tots els danesos. D'altres idiomes emprats a les illes, tot i que de forma minoritària, són l'alemany i el francès.
La política lingüística feroesa és molt purista, similar a la d'Islàndia, tractant d'adaptar tot el vocabulari estranger a les regles gramaticals i ortogràfiques feroeses.
A més dels 45.000 feroesos que poblen les illes, a Dinamarca n'hi ha uns 15.000 més la llengua materna dels quals és el feroès. El 1998 es publicà el Føroysk orðabók, el primer diccionari de feroès. A la Universitat de les Illes Fèroe es pot estudiar en la llengua autòctona.

### Religió

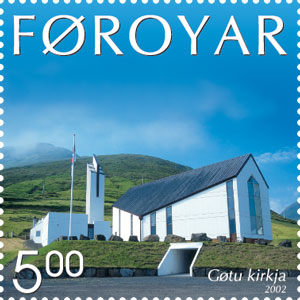
La nova església de Gøta fou inaugurada per la reina Margarida II de Dinamarca

Les Fèroe foren cristianitzades el 999 per Sigmundur Brestisson. Abans habitaven a les illes monges irlandeses. Gairebé el 100% de la població de les illes és cristiana. El 84% dels feroesos actuals pertanyen a l'església luterana.
El 5% de la població pertany a altres confessions cristianes. L'església catòlica feroesa està formada per 130 membres. D'una altra banda, 15 persones són membres de la comunitat bahà'í. A més, 98 persones són Testimonis de Jehovà.
Les primeres bíblies en feroès aparegueren el 1948.
Els edificis eclesiàstics més coneguts a les Illes Fèroe són l'església de Sant Olaf i la catedral de Magnus a Kirkjubøur; la vesturkirkjan i l'església de Santa Maria, les quals estan situades a Tórshavn, l'església de Famjin, l'església octogonal a Haldórsvík; Christianskirkjan a Klaksvík.

## Economia
L'economia de les illes estava tradicionalment basada en la cria de xais i sobretot en la pesca (bacallà, arengada). Aquesta passà però per una greu crisi a finals dels 80 i començaments dels 90, amb una davallada de les captures. Tot i que actualment la situació ha millorat (l'atur ronda el 4%), hom prova de diversificar l'economia tot promovent el turisme, les noves tecnologies o la renovació de la mateixa indústria pesquera tot establint piscifactories i noves plantes de processament de peix. Malgrat tot, el jovent tendeix a marxar a Dinamarca per anar a la universitat, tot privant les illes de la població educada que en podria possibilitar la transformació econòmica. A banda d'això, recents troballes de petroli a prospeccions properes a les illes obren la possibilitat d'una hipotètica embranzida econòmica motivada per l'or negre.

## Geografia

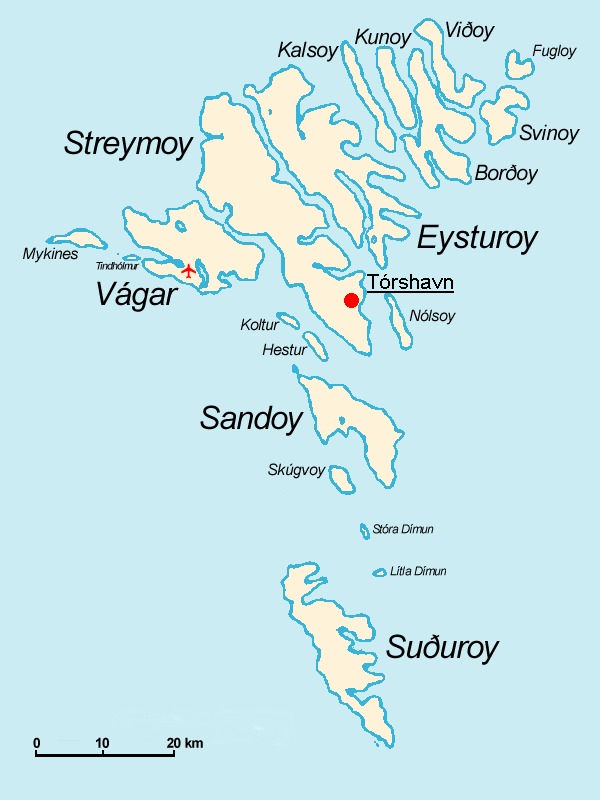
Mapa de les illes Fèroe

Les illes Fèroe són un arxipèlag de 18 illes a 62° de latitud nord i 7° de longitud est (aproximadament sobre les Illes Britàniques), i s'estenen 113 km de nord a sud i 75 d'est a oest. Tenen 1.117 km de costes. Les illes presenten una morfologia abrupta, rocallosa, amb penya-segats retallats per fiords (la distància màxima des del mar a qualsevol punt de l'illa és de 5 km). El pic més alt és el Slættaratindur, de 882 metres sobre el nivell del mar, a Eysturoy.
El clima és oceànic i està marcat per la influència temperada del Corrent del Golf, cosa que el fa molt suau si se'n considera la latitud. Així, a Tórshavn no s'hi observen mitjanes mensuals negatives, oscil·lant entre els 0,3° del gener i els 11,1° de l'agost, amb una mitjana anual de 6,7°. L'amplitud tèrmica és doncs molt reduïda, amb estius frescos i hiverns suaus. Pel que fa a les precipitacions, volten els 1.400 mm l'any, amb un mínim relatiu en els mesos de primavera i estiu. El cel és, en general, ennuvolat i amb presència habitual de boira i de forts vents.

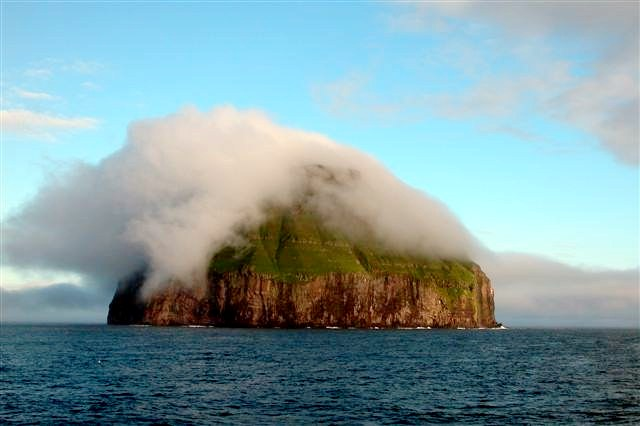
L'illa de Lítla Dímun

### Illes
Totes les illes són habitades excepte Lítla Dímun. Dades de població corresponents al 31 de desembre de 2003.
| Nom         | Àrea (km²) | Habitants | Densitat (hab/km²) | Municipi(s)                                              | Regió(ons)                   |
| ----------- | ---------- | --------- | ------------------ | -------------------------------------------------------- | ---------------------------- |
| Streymoy    | 373,5      | 21.717    | 57,4               | Tórshavn, Sunda, Kvívík i Vestmanna                      | Tórshavn i resta d'Streymoy  |
| Eysturoy    | 286,3      | 10.738    | 37                 | Fuglafjørður, Eystur, Sunda, Nes, Sjóvar. Eiði i Runavík | Nord-Eysturoy i Sud Eysturoy |
| Vágar       | 177,6      | 2.856     | 15,7               | Míðvágur, Vágar i Sørvágur                               | Vágar                        |
| Suðuroy     | 166        | 5.074     | 30,9               | Tvøroyri, Hvalba, Porkeri, Hov, Sumba i Vágur            | Suðuroy                      |
| Sandoy      | 112,1      | 1.428     | 12,4               | Sandur, Skálavík i Húsavík                               | Sandoy                       |
| Borðoy      | 95         | 5.030     | 52,4               | Klaksvík i Hvannasund                                    | Illes del Nord               |
| Viðoy       | 41         | 605       | 15                 | Viðareiði i Hvannasund                                   | Illes del Nord               |
| Kunoy       | 35,5       | 135       | 3,8                | Kunoy                                                    | Illes del Nord               |
| Kalsoy      | 30,9       | 136       | 4,8                | Mikladalur i Húsar                                       | Illes del Nord               |
| Svínoy      | 27,4       | 58        | 2,7                | Svínoy                                                   | Illes del Nord               |
| Fugloy      | 11,2       | 46        | 4                  | Kirkja                                                   | Illes del Nord               |
| Nólsoy      | 10,3       | 262       | 26,1               | Tórshavn                                                 | Streymoy                     |
| Mykines     | 10,3       | 19        | 2                  | Sørvágur                                                 | Vágar                        |
| Skúvoy      | 10         | 61        | 5,7                | Skúvoy                                                   | Sandoy                       |
| Hestur      | 6,1        | 40        | 7,1                | Tórshavn                                                 | Streymoy                     |
| Stóra Dímun | 2,7        | 7         | 1,9                | Skúvoy                                                   | Sandoy                       |
| Koltur      | 2,5        | 2         | 0,8                | Tórshavn                                                 | Streymoy                     |
| Lítla Dímun | 0,8        | 0         | 0                  | Hvalba                                                   | Sandoy                       |

## Política

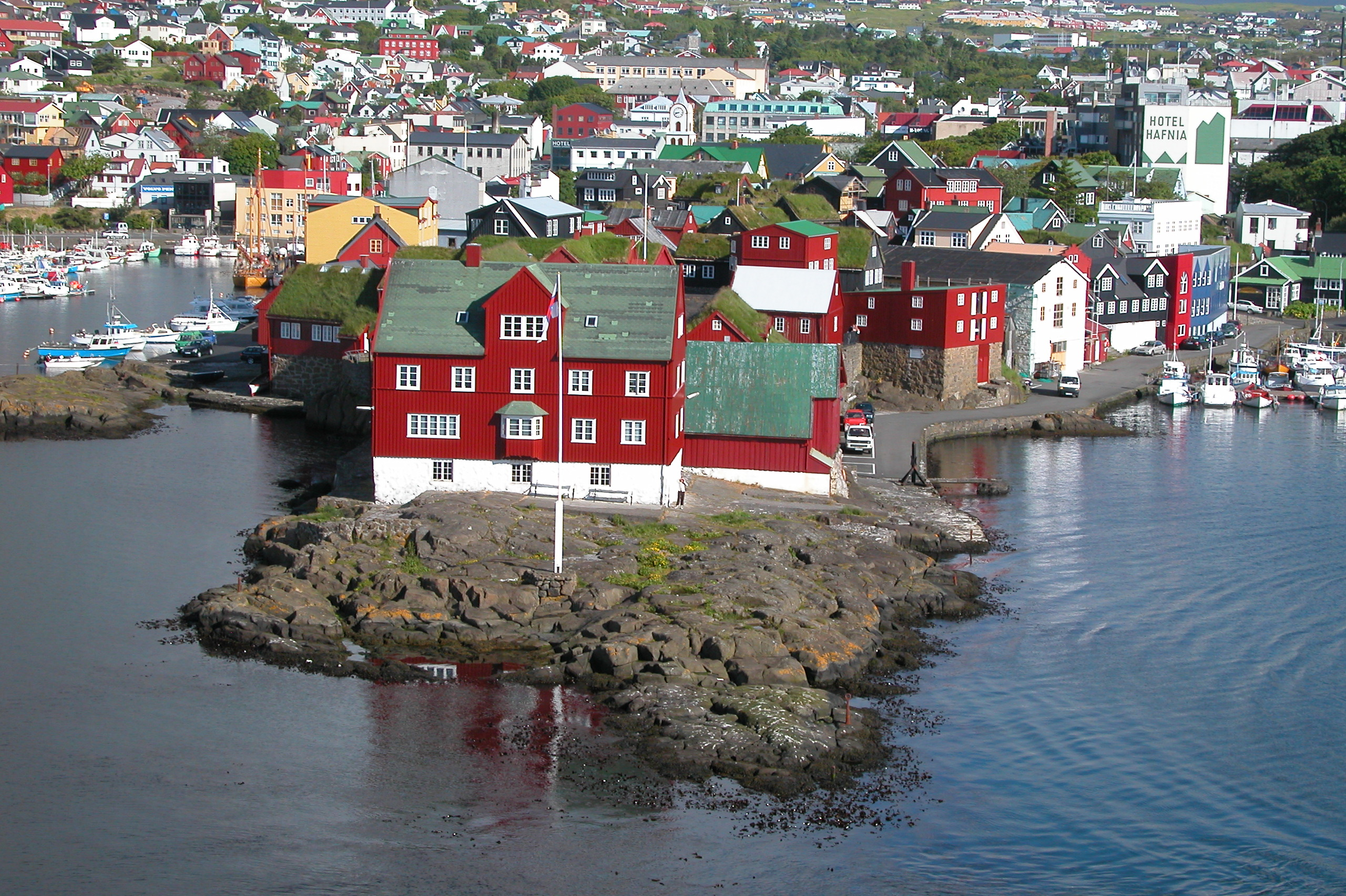
Tinganes, a la península a la capital Tórshavn. Seu del govern de Fèroe des de fa més de mil anys

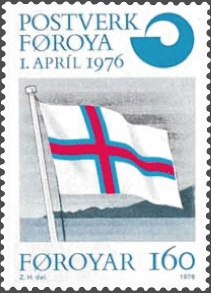
Les fèroe disposen de segells propis des del 1976. Aquest, dissenyat per Zacharias Heinesen mostra la bandera de Fèroe

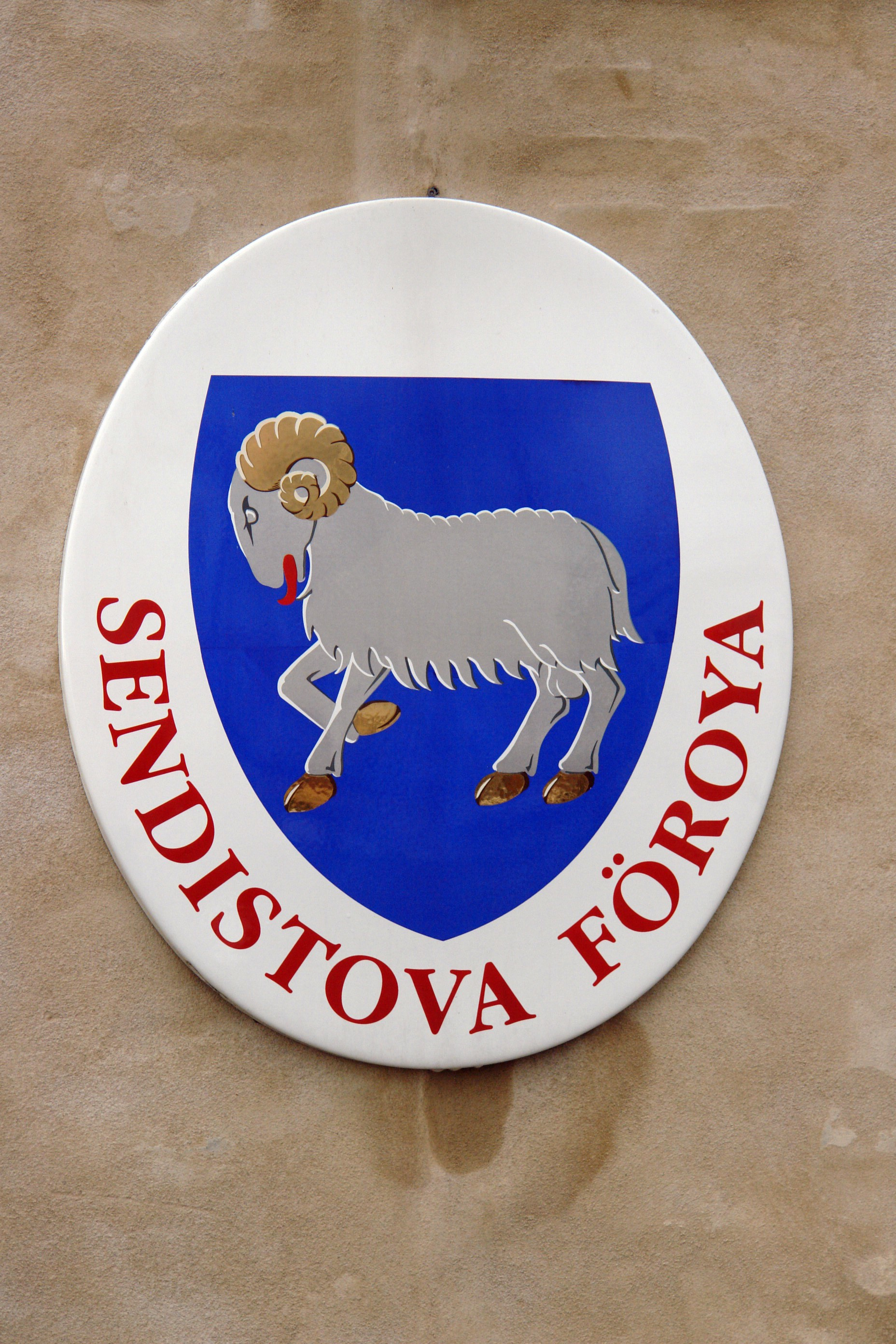
Escut a la Comunitat Feroesa de Copenhaguen

A partir del 1053 les illes foren ocupades per Noruega. Després de la unió personal dels regnes de Noruega i Dinamarca el 1380, les illes quedaren vinculades a Dinamarca. I després del Tractat de Kiel del 1814, les illes van romandre sota el poder danès, formant juntament amb Groenlàndia una part del regne.
El 31 de març del 1948, la llei sobre autogovern intern donà una àmplia autonomia a les illes. No obstant això, existeixen importants grups de feroesos a favor de la independència total de Dinamarca. La lluita de forces entre els diferents partits polítics feroesos, dividits entre els republicans independentistes i els unionistes danesos està molt igualada. Les coalicions per als governs locals entre ambdós bàndols són molt comunes.
A diferència de Dinamarca, les Illes Fèroe no són membre de la Unió Europea. Tot i això, envien dos diputats al Folketing danès així com al Consell Nòrdic. Amb el Document Aland del 2007, les Fèroe, Groenlàndia i Åland es convertiren en membres de ple dret del citat consell.
L'OTAN posseeix un radar a Mjørkadalur, que pertany a la xarxa de radars del cercle polar àrtic. A Fèroe no hi ha exèrcit, i els ciutadans no estan obligats a fer el servei militar danès. Tanmateix, hi ha molts feroesos allistats a l'exèrcit com a soldats professionals.
La bandera de les Fèroe, Merkið, així com la seva condició de nació foren reconegudes el 28 de març del 2005, quan també se'ls atorgà la potestat per a dur a terme les seves pròpies relacions internacionals i la seva pròpia política de seguretat. Des del 2002, les Illes Fèroe posseeixen una ambaixada a Londres, tot i que està supeditada a les directrius dictades per l'ambaixada danesa en aquell país. Des d'octubre del 2006 el representant de Fèroe està també acreditat davant de la República d'Irlanda. Abans d'obrir aquesta representació, les Fèroe ja estaven representades a la Unió Europea a Brussel·les així com al Consell Nòrdic a Copenhaguen.
La Cap d'Estat és la reina Margarida II de Dinamarca i el primer ministre és el liberal Bárður á Steig Nielsen. El govern central danès està representat per un alt funcionari a les illes.
El 2005 el primer ministre feroès anuncià la seva intenció d'incloure les Fèroe a l'Espai Lliure Europeu.